# Franz Rohr von Denta
Franz Rohr von Denta (Arad, 30 ottobre 1854 – Vienna, 9 dicembre 1927) è stato un generale austro-ungarico.

## Biografia

### I primi anni
Nato ad Arad in Romania (allora nel Regno d'Ungheria, parte dell'Impero austriaco), nel 1854 entrò da giovane nell'esercito imperiale seguendo così l'esempio del padre, ufficiale senza commissione. Egli divenne quindi luogotenente del 3º Reggimento Ulani "Arciduca Carlo" in Galizia nel 1876, diplomandosi all'Accademia militare Teresiana di Wiener Neustadt.
Raggiunto il grado di Colonnello, venne nominato capo dello Stato maggiore del 2º corpo d'armata nel settembre 1897, posizione che mantenne sino all'aprile del 1901 quando fu trasferito nella milizia territoriale ungherese (K.u. Landwehr). Nel 1903 fu promosso Maggior Generale e nel 1909 fu nominato Ispettore Generale degli istituti militari. Nel 1913 fu promosso comandante della milizia territoriale ungherese e dal 1914 fu a capo delle truppe stanziati nei distretti territoriali di Graz e Innsbruck con il preciso compito di prepararsi all'eventuale entrata in guerra dell'Italia. In caso d'un attacco italiano Rohr avrebbe dovuto fermare l'avanzata del Regio Esercito fino all'arrivo di rinforzi. Per questo motivo fu nominato il 16 agosto 1914 dall'Arciduca Federico comandante del neocostituito Gruppo d'Armata "Rohr", un variegato gruppo di forze ausiliari. Nel settembre 1914 ricevette l'incarico di costruire una linea difensiva campale lungo la frontiera del Tirolo meridionale dallo Stelvio fino alle Dolomiti di Sesto, la cosiddetta "linea di resistenza tirolese" (in tedesco Tiroler Widerstandslinie).

### La carriera bellica

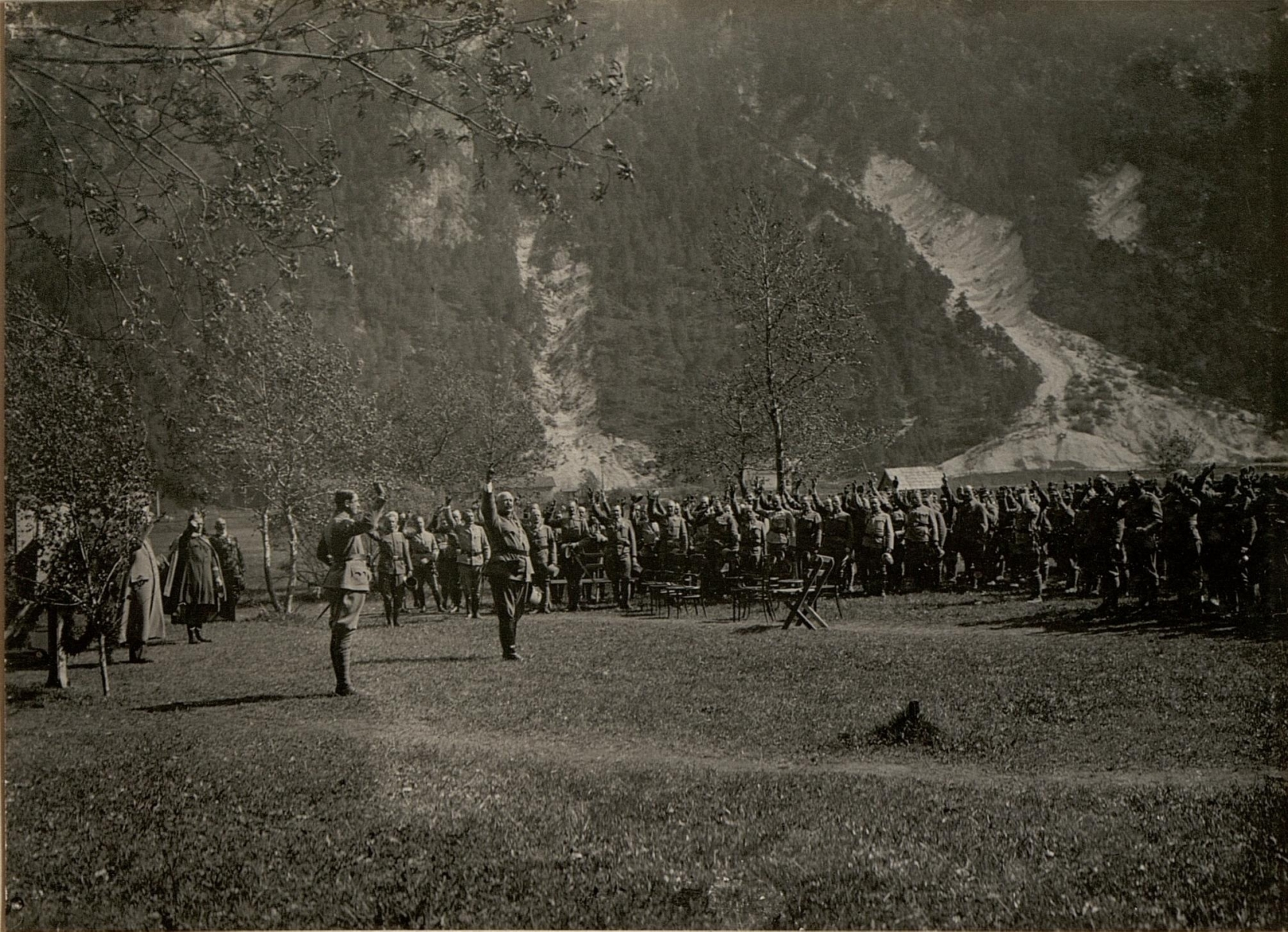
Rohr in mezzo alle truppe durante un giuramento nel maggio 1916

Responsabile della difesa della frontiera sud-ovest e delle storiche terre cuore dell'Impero Austriaco all'atto della dichiarazione di guerra degli italiani il 23 maggio 1915 difese con successo la frontiera sulle Alpi Carniche. Il 25 gennaio 1916 il Gruppo Rohr cambiò nome e diventò la 10ª Armata. Dopo la Battaglia degli Altipiani Rohr fu nominato comandante della 11ª Armata austro-ungarica operante sul fronte Trentino e guidò le truppe austro-ungariche soprattutto nelle battaglie autunnali del 1916 sul Pasubio. Nello stesso anno fu promosso al grado di Colonnello Generale.
Nel marzo 1917 con la promozione di Arthur Arz von Straussenburg al rango di Capo dello Stato Maggiore succedendo a Franz Conrad von Hötzendorf, Rohr venne posto a capo della 1ª Armata austro-ungarica dislocata in Transilvania e in Bucovina. Per la prima volta si gettò al comando delle truppe sul fronte orientale e impegnate nella Campagna di Romania contro la Russia e la Romania, ottenendo il 14 aprile di quello stesso anno la nobilitazione con titolo baronale. Nel luglio 1917 guidò la 1ª Armata con successi alternati durante l'Offensiva Kerenskij.
Promosso al grado di Feldmaresciallo il 30 gennaio 1918, Rohr mantenne il proprio comando della 1ª Armata sino alla dimissione forzata dell'unità in seguito all'armistizio con la Romania siglata il 9 dicembre 1917 a Focșani e del Trattato di Bucarest del 7 maggio 1918. In seguito esercitò la funzione di capitano della guardia reale ungherese (K.u. Trabantenleibgarde) fino al 1º dicembre 1918.

### Gli ultimi anni
Ritiratosi dal servizio attivo nel dicembre 1918, Rohr morì nel villaggio di Rodaun, oggi quartiere di Vienna, il 9 dicembre 1927.